# Арривабене, Маурицио
Маурицио Арривабене (итал. Maurizio Arrivabene 7 марта 1957 года, Брешия, Италия) — итальянский менеджер и спортивный руководитель. С 2014 по январь 2019 года возглавлял дирекцию гоночной команды Формулы-1 Scuderia Ferrari.

## Биография
После двадцати лет работы в сфере маркетинга в Италии и за рубежом, в 1997 году он приходит в европейский филиал Philip Morris в Лозанне, где он посвятил себя маркетингу и рекламной деятельности, позже получив должность вице-президента Malboro Global Communication. С 2011 года занимал пост представителя совета директоров Consumer Channel Strategy и Event Manager для Philip Morris International. Также является независимым советником совета директоров футбольного клуба «Ювентус» и членом спортивной Академии бизнеса в рамках коммерческого университета Луиджи Боккини. С 2010 года член комиссии Формула-1, представляющий все спонсорские компании.
С 24 ноября 2014 по 7 января 2019 года Арривабене являлся директором гоночной команды Scuderia Ferrari.

## Личная жизнь
Маурицио Арривабене женат на Стефании Бокки, пресс-секретаре Ferrari. Арривабене был зачислен на степень бакалавра в области архитектуры в Университете Венеции.